# Казањска саборна црква у Москви
Казањски Храм је храм у Москви, која се налази у северозападном углу Црвеног трга. Његово рушење је наложио Јосиф Стаљин 1936. године а након обнове је добио данашњи изглед.
Име је добио по најважнијој руској икони Богородице Казањске, чије се стара репродукција налазе и у Храмовима у Ст. Петербургу и Казању). 

## Историја
Храм је подигнут око 1630. године у част ослобођења Москве од пољско-литванске агресије, од које се Русија ослободила у време невоља са људством војске, што се десило 1612. године под вођством принца Димитрија Пожарског, који је изградио лесену цркву властитим новцем. Дмитриј Пожарски често се молио икони Казањској, коју Руси данас славе за победу над агресорима са истока.
Године 1632. црква је изгорела у пожару, па је цар наредио да је обнове у камену. Обнављање је доживела 1929-1932 под руководством Петра Барјановског. Године 1936. срушили су је комунисти, који су чистили Црвени трг од црква.
Данашњи изглед је добила после обнове за време 1990–1993, по сликама које је направио Петар Барјановски.